# John Richbourg
John Richbourg (* 28. August 1910 in Davis Station, South Carolina, USA; † 15. Februar 1986 in Nashville, Tennessee, USA), bekannt als John R., war ein US-amerikanischer Radio-Discjockey, der in den 1950er und 1960er Jahren durch sein Spielen von R&B-Musik beim Radiosender WLAC in Nashville bekannt wurde. Richbourg war einer des sogenannten „50.000-Watt-Quartetts“ zusammen mit Gene Nobles, Bill „Hoss“ Allen und Herman Grizzard. Neben seiner Tätigkeit als DJ war Richbourg auch als Musikproduzent und -manager sowie Labelbetreiber tätig. 1994 wurde er postum in die Blues Hall of Fame aufgenommen.

## Biografie
Richbourg begann seine berufliche Laufbahn als Theaterschauspieler und als Sprecher bei Radio-Seifenopern. 1941 bekam er eine Stelle beim Radiosender WTMA in Charleston. Nach einem Jahr dort wechselte Richbourg 1942 zum Sender WLAC in Nashville. Während des Zweiten Weltkriegs diente Richbourg in der US-Marine und nahm anschließend seinen Job bei WLAC wieder auf.
Ende der 1940er Jahre sprang Richbourg für seinen Kollegen Gene Nobles ein, der eine längere Auszeit nahm. Wie Nobles spielte Richbourg Blues und R&B sowie später Rock and Roll und Soul. Seine Sendungen waren überaus populär und verhalfen manchem späteren Star zu ersten Erfolgen.
Während seiner Zeit bei WLAC begann Richbourg als Musikproduzent und -manager zu arbeiten. Gegen Ende der 1950er Jahre gründete er sein eigenes Label Rich Records, das R&B und gelegentlich Gospelmusik herausbrachte; das Label bestand nur kurze Zeit. Mitte der 1960er Jahre arbeitete Richbourg mit seinem Unternehmen JR Enterprises für das Label Sound Stage 7 als Produzent. Unter anderem gewann er Joe Simon für das Label, den er als Manager betreute und mit dem er eine Serie von Hits produzierte. Anfang der 1970er Jahre gründete Richbourg erneut eigene Labels, Seventy 7 und Sound Plus, und arbeitete nur noch gelegentlich für Sound Stage 7.
Als WLAC ab 1972 sein Programmformat hin zu aktueller Popmusik änderte, verließ Richbourg, der neben seinen anderen Aktivitäten bis dahin durchgehend für WLAC gearbeitet hatte, 1973 den Sender. John Richbourg starb am 15. Februar 1986 im Alter von 75 Jahren an Lungenkrebs. Seine Sammlung von Tonbandaufnahmen, Fotos und sonstigen Erinnerungsstücken ist im Blues Archive der University of Mississippi verfügbar.